# Мануил (Павлов)
Митрополи́т Ману́ил (в миру Вита́лий Влади́мирович Па́влов; 26 октября 1950, Ленинград — 7 марта 2015, Петрозаводск) — епископ Русской православной церкви, митрополит Петрозаводский и Карельский.

## Биография
Родился в пригороде Ленинграда посёлке Парголово (ныне в черте города) в рабочей семье. Мать, Мария Андреевна Павлова (умерла в 1992 году), рабочая на ленинградском промышленном объединении ЛОМО, воспитывала сына одна, записав его на свою фамилию. Сам владыка Мануил рассказывал, что его отец был по происхождению ленинградский финн-ингерманландец по фамилии Янтунен, но отца он фактически не знал. После восьми классов пошёл работать учеником на ЛОМО, но в 1970 году случайно оказался на богослужении в православном храме, и это событие радикально изменило его жизнь. По благословению митрополита Ленинградского Никодима (Ротова) Виталий Павлов поступил в 1970 году на учёбу в Ленинградскую духовную семинарию, которую окончил в 1974 году. Одновременно нёс послушание иподьякона митрополита Никодима.
1 января 1976 года принял монашеский постриг с именем Мануил, 4 января рукоположён во иеродиакона, 7 января — во иеромонаха.
В 1976—1977 годах — клирик Николо-Богоявленского собора в Ленинграде.
В 1977—1978 годах проходил стажировку в Экуменическом институте в Боссэ в Швейцарии.
В 1979 году окончил Ленинградскую духовную академию.
В 1978—1980 годах — преподаватель Ленинградской духовной семинарии.
В 1980—1982 годах — благочинный церквей Олонецкой епархии, настоятель Крестовоздвиженского собора города Петрозаводска. Возведён в сан архимандрита архиепископом Тихвинским Мелитоном 27 сентября 1980 года в Крестовоздвиженском соборе.
21 ноября 1982 года получил учёную степень кандидата богословия за курсовое сочинение «Церковные реформы Петра I и их историко-критическая оценка».
В 1982—1985 годах — секретарь Ленинградского епархиального управления.
В 1985—1986 годах — исполняющий обязанности ректора Ленинградских духовных академии и семинарии.
В 1986—1987 годах — настоятель Тихвинского храма в городе Тихвине.
С июня 1987 года — вновь благочинный церквей Олонецкой епархии, настоятель Крестовоздвиженского собора города Петрозаводска.

### Архиерейство
20 июля 1990 года настоятелю Крестовоздвиженского собора архимандриту Мануилу (Павлову) постановлением патриарха Алексия II и Священного синода определено быть епископом Петрозаводским и Олонецким. 14 августа в Крестовоздвиженском соборе Петрозаводска хиротонисан во епископа Петрозаводского и Олонецкого. Хиротонию совершили патриарх Московский и всея Руси Алексий II, митрополит Ленинградский и Ладожский Иоанн (Снычёв), архиепископ Курский и Белгородский Ювеналий (Тарасов), архиепископ Дюссельдорфский Лонгин (Талыпин), епископ Ульяновский и Мелекесский Прокл (Хазов), епископ Новгородский и Старорусский Лев (Церпицкий), епископ Костромской и Галичский Александр (Могилёв), епископ Истринский Арсений (Епифанов), епископ Подольский Виктор (Пьянков).
На момент его епископской хиротонии в Карелии действовали лишь шесть православных общин, в которых совершали пастырское служение 9 священников.
17 июля 1996 года титул изменён на «Петрозаводский и Карельский».
25 февраля 2000 года в Богоявленском соборе в Москве патриархом Алексием II возведён в сан архиепископа.
За первые 15 лет его деятельности во главе епархии были образованы около 70 приходов, причём только в 2000—2005 годах архиепископ освятил около 20 новопостроенных и восстановленных храмов, три из которых находятся в Петрозаводске.
В «Атласе современной религиозной жизни России» , изданном под эгидой Кестонского института, содержится такая характеристика архиепископа Мануила:

С большим уважением относится к лютеранской традиции — поддерживает дружеские отношения с представителями лютеранского духовенства как в самой Карелии, так и в Скандинавии. Мануил — принципиальный противник дискриминации религиозных меньшинств. По своим воззрениям он либерал и умеренный экуменист. Владыка Мануил с пониманием относится к национальным проблемам карелов и вепсов. Одной из первоочередных задач он считает подготовку священников из представителей этих народов. Мануил выступает за использование карельского языка на проповеди и на исповеди, но признаёт, что это достаточно сложно сделать в отношении богослужебной литературы. При этом Мануил благословил распространять в Карелии Евангелие от Луки, переведённое на карельский язык пятидесятниками в Финляндии… По большим праздникам в кафедральном соборе Петрозаводска небольшие фрагменты богослужения читаются и поются на карельском языке.
В связи с кончиной епископа Архангельского и Холмогорского Тихона (Степанова) указом патриарха Московского и всея Руси Кирилла с 20 октября до 24 декабря 2010 года являлся временно управляющим Архангельской епархией.
29 мая 2013 года решением Священного синода Русской православной церкви назначен главой новообразованной Карельской митрополии, в связи с чем 11 июля в Спасо-Преображенском соборе Валаамского монастыря патриархом Кириллом за литургией в Спасо-Преображенском соборе Валаамского монастыря возведён в сан митрополита.
Скончался 7 марта 2015 года в Республиканской больнице Петрозаводска после тяжёлой болезни.
Похоронен 9 марта 2015 года на Неглинском кладбище Петрозаводска у северной стены часовни во имя Сергия Радонежского вблизи Екатерининской церкви.

## Награды
- Орден Почёта (18 мая 2005 года) — за заслуги в развитии духовных и культурных традиций[8]
- Орден Дружбы (23 октября 2000 года) — за большой вклад в возрождение духовности и укрепление гражданского мира и согласия[9]
- Орден святого равноапостольного великого князя Владимира III степени (РПЦ, 1989 год)
- Орден преподобного Сергия Радонежского II степени (РПЦ, 2005 год)
- Орден преподобного Серафима Саровского II степени (РПЦ, 2010 год)[10]
- Почётный гражданин Республики Карелия (2007 год) — за особые заслуги в возрождении и развитии Петрозаводской и Карельской Епархии Русской Православной Церкви, большой личный вклад в восстановление и сооружение храмов на территории республики и активное содействие православному и духовно-нравственному воспитанию населения Карелии[11]
- Звание «Человек 2000 года Республики Карелии» — за заслуги в возрождении Православия, православной духовной культуры укрепления гражданского мира и согласия в Республике Карелия, а также за большой личный вклад в восстановление Александро-Невского кафедрального собора и других храмов на территории республики.
- Звание «Лауреат 1998 года Республики Карелия» (28 декабря 1998 года) — за большой личный вклад в консолидацию общества[12]
- Золотая медаль «За миротворческую и благотворительную деятельность» (2002 год) — за многолетнюю плодотворную работу по укреплению Православия в Республике Карелия и в связи с 775-летия крещения карел